# Китайская полосатая акула
Китайская полосатая акула (лат. Paragaleus tengi) — вид хрящевых рыб семейства большеглазых акул отряда кархаринообразных. Обитает в Тихом океане. Размножается живорождением. Взрослые самцы имеют в длину от 78 до 88 см. Максимальная зафиксированная длина 92 см. Окраска серая или серо-коричневая. Мясо этих акул употребляют в пищу. Не имеет коммерческого значения.

## Таксономия
Вид впервые описан в 1963 году. Голотип представляет собой самца длиной 67,5 см, пойманного в 1960 году траулером «Бонито» в заливе Бакбо на глубине 32 м. Первоначально вид был описан как Negogaleus tengi, но позднее отнесён к роду полосатых акул. У берегов Борнео и Индонезии встречаются акулы, которых раньше считали конспецифичных китайским полосатым акулам, однако, последние исследования показали, что они принадлежат к разным таксономическим группам.

## Ареал
Китайские полосатые акулы обитают в северо-западной и центрально-западной части Тихого у берегов Японии, Гонконга, Тайваня, Таиланда, Вьетнама и Китая.

## Описание
У китайских полосатых акул стройное, веретенообразное тело и закруглённое, довольно вытянутое рыло. Крупные овальные глаза вытянуты по горизонтали и оснащены мигательными мембранами. Позади глаз имеются брызгальца. Жаберные щели средней длины в 1,2—1,3 раза превышают длину глаза. Короткий рот изогнут в виде арки. По углам рта имеются губные борозды. Верхние зубы имеют дистальное остриё без зазубрин. Нижние центральные зубы оснащены длинным и тонким центральным остриём, зазубрины по краям отсутствуют. Боковые нижние зубы зазубрены. Плавники имеют серповидную форму. Первый спинной плавник довольно крупный, его основание лежит между основаниями грудных и брюшных плавников. Высота второго спинного плавника составляет 2/3 от высоты первого спинного плавника. Его основание расположено над основанием анального плавника. Анальный плавник существенно меньше обоих спинных плавников. У верхнего кончика хвостового плавника имеется вентральная выемка. Хвостовой плавник вытянут почти горизонтально. Окраска светло-серая без отметин. В хвостовом отделе 55—56 позвонков, общее число позвонков колеблется от 131 до 135.
На этих акулах паразитируют цестоды Ancipirhynchus afossalis

## Взаимодействие с человеком
Вид не представляет опасности для человека. В качестве прилова эти акулы попадают в коммерческие сети у берегов Тайваня, Гонконга, Японии и Китая. Для удвоения численности популяции требуется не менее 14 лет. Уровень уязвимости средний. Данных для оценки статуса сохранности вида недостаточно.